# グッバイ・クリーム
『グッバイ・クリーム』 (Goodbye または Goodbye Cream) は、イギリスのロックバンド、クリームによる4枚目かつ最後のオリジナルアルバム。ヨーロッパではポリドール・レコード、アメリカではアトコ・レコードからリリースされ、1969年2月15日付のビルボードに初登場した。アルバムからのシングル「バッジ」は1ヶ月後にリリースされた。バンドは1968年11月に解散し、アルバムはその後にリリースされた。

## 背景とレコーディング
前作『クリームの素晴らしき世界』リリース直前にバンドのマネージャー、ロバート・スティグウッドはグループが11月にフェアウェル・ツアーとロイヤル・アルバート・ホールでの最後のコンサートの後に解散する予定であると発表した。
フェアウェル・ツアー開始直前の1968年10月に、クリームはロンドンのIBCスタジオでプロデューサーのフェリックス・パパラルディ、エンジニアのデイモン・リヨン＝ショウと共に3曲を録音した。「バッジ」と「スクラップヤード」でクラプトンはレスリー・スピーカーを使用し、3曲とも鍵盤楽器はブルースとパパラルディが演奏した。
バンドは1968年10月4日のカリフォルニア州オークランドからツアーを開始し、15日後の10月19日にロサンゼルスのザ・フォーラムで行ったコンサートをパパラルディ、エンジニアのエイドリアン・バーバー、ビル・ハルバーソンが録音した。

## 編集及びアートワーク
本作の当初案は、前作のようにライブ盤とスタジオ盤の2枚組にするというものであった。しかしながら、アルバム収録に耐えうるライブ演奏は僅かであったため、ライブ演奏3曲とスタジオ演奏3曲のシングルアルバムとして完成した。
オリジナルアルバムはヘイグ・アディシアンの指示による見開きジャケットであった。表の写真はロジャー・フィリップスが撮影、カバーデザインはアラン・オルドリッジが行い、内側のイラストはロジャー・ヘインによる曲名の書かれた墓石がある墓地であった。1998年のリマスター盤CDではインナースリーブのイラストはライナーノーツのものが使用された。

## レビュー
| 専門評論家によるレビュー | 専門評論家によるレビュー |
| レビュー・スコア         | レビュー・スコア         |
| 出典                     | 評価                     |
| ------------------------ | ------------------------ |
| Allmusic                 | [ 6 ]                    |
| Rolling Stone            | (Unfavorable)            |

本作に対するレビューは芳しいものでは無かった。オールミュージックのスティーヴン・トーマス・アールワインは本作のライブでの曲は前作よりも良かったとし、アルバムが「瞬間」で作曲されたと感じた。レイ・レッツォによるローリング・ストーンでのレビューはそれほど好意的では無く、バンドはより良いアルバムをリリースするに値したと感じた。

## 収録曲
| #  | タイトル                               | 作詞・作曲        | ヴォーカル               | 時間 |
| -- | -------------------------------------- | ----------------- | ------------------------ | ---- |
| 1. | 「アイム・ソー・グラッド I'm So Glad」 | Skip James        | Eric Clapton, Jack Bruce | 9:11 |
| 2. | 「政治家 Politician」                  | Bruce, Pete Brown | Bruce                    | 6:19 |

| #  | タイトル                                                   | 作詞・作曲                                          | ヴォーカル     | 時間 |
| -- | ---------------------------------------------------------- | --------------------------------------------------- | -------------- | ---- |
| 1. | 「トップ・オブ・ザ・ワールド Sitting on Top of the World」 | Walter Vinson, Lonnie Chatmon; arr. Chester Burnett | Bruce          | 5:01 |
| 2. | 「バッジ Badge」                                           | Clapton, George Harrison                            | Clapton        | 2:45 |
| 3. | 「スクラップヤード Doing That Scrapyard Thing」            | Bruce, Brown                                        | Bruce          | 3:14 |
| 4. | 「ホワット・ア・ブリングダウン What a Bringdown」          | Ginger Baker                                        | Clapton, Bruce | 3:56 |

| #  | タイトル                                                                 | 作詞・作曲            | ヴォーカル | 時間 |
| -- | ------------------------------------------------------------------------ | --------------------- | ---------- | ---- |
| 7. | 「エニイワン・フォー・テニス Anyone for Tennis」(The Savage Seven Theme) | Clapton, Martin Sharp | Clapton    | 2:37 |

注：
- 「アイム・ソー・グラッド」「政治家」「トップ・オブ・ザ・ワールド」は1968年10月19日にロサンゼルスのザ・フォーラムで収録されたライブ。
- 「バッジ」はクラプトンとジョージ・ハリスンと共作だが、アルバムのオリジナルプレスとシングルでの作者名にはクラプトンの名前だけが記載された。リズム・ギターを担当したハリスンは、L'Angelo Misteriosoの偽名で参加者の一人に記された。
- CDボーナストラックの「エニイワン・フォー・テニス」は「英雄ユリシーズ」に続くクラプトンと漫画家マーティン・シャープの共作で、リチャード・ラッシュ監督の映画『七人の無法者』（1968年）のテーマ曲。サウンドトラック盤 (catalogue no. SD 33-245, 1968) [8]に収録された。後にポリドールは同曲を本作に収録した。

## パーソネル
- ジャック・ブルース - ベース, ピアノ, オルガン, ヴォーカル
- ジンジャー・ベイカー - ドラム, パーカッション, ヴォーカル
- エリック・クラプトン - ギター, ヴォーカル
- フェリックス・パパラルディ - プロデューサー, ベース（「ホワット・ア・ブリングダウン」）, ピアノ, メロトロン
- ジョージ・ハリスン（L'Angelo Misteriosoとクレジット）- リズムギター（「バッジ」）
- ビル・ハルバーソン - エンジニア
- エイドリアン・バーバー - エンジニア
- デイモン・リヨン＝ショウ - エンジニア

## チャート
| チャート (1969)         | 最高位 |
| ----------------------- | ------ |
| Canadian Top 50 Albums  | 5      |
| French Top Albums       | 3      |
| German Albums Chart     | 9      |
| Norwegian Top 40 Albums | 7      |
| UK Albums Chart         | 1      |
| US Billboard 200        | 2      |

## 参照
1. 1 2 3 4 5 6 7 8  Goodbye (CD liner). Cream. Polydor Records. 1969. 31453 1815-2。
2. ↑  Whitburn, Joel. “Joel Whitburn's Record Research: Online Music Vault”. 2011年9月15日閲覧。
3. ↑  Welch, Chris (2005年8月4日). “The Farewell”. 2008年6月28日閲覧。
4. 1 2 3 4  Schumacher, Michael (2005). “Chapter 5: Do What You Like (1968-69)”. Crossroads: The Life and Times of Eric Clapton (First ed.). New York City, United States: Hyperion Books. pp. 107, 111, 113, 114. ISBN 0-7868-6074-X
5. ↑  Goodbye (Vinyl sleeve). Cream. New York City, United States: Atco Records. 1969. SD 7001。
6. 1 2  Erlewine, Stephen Thomas. Cream: Goodbye > Review - オールミュージック. 2011年6月24日閲覧。
7. 1 2  Rezos, Ray (1973-04-06). “Review: Goodbye by Cream”. Rolling Stone (Jann S. Wenner) 2011年7月19日閲覧。.
8. ↑  “discogs.com”. 2024年3月30日閲覧。
9. ↑  “Top 50 Albums” (PDF). RPM 11 (8). (1969-04-21). ISSN 0315-5994 2011年7月19日閲覧。.
10. ↑  “Le Detail des Albums de chaque Artiste” (PHP) (French). InfoDisc. 2014年11月1日閲覧。 Find "CREAM" under the drop-down menu to see statistics.
11. ↑  “Album - Cream, Goodbye” (ASP) (German). Media Control Charts. 2011年7月19日閲覧。
12. ↑  “Cream - Goodbye (Album)” (ASP). Norwegian Charts.   Hung Medien. 2011年7月19日閲覧。
13. ↑  “All The Official Albums Chart Number 1s”.  The Official Charts Company. 2016年2月11日閲覧。
14. ↑  “Cream: Charts & Awards - Billboard Albums”. Allmusic.  United States:  Rovi Corporation. 2011年7月19日閲覧。

| 先代 スプリームス、テンプテーションズ『Diana Ross & The Supremes Join The Temptations』 ザ・シーカーズ『ザ・ベスト・オブ・ザ・シーカーズ』 ザ・シーカーズ『ザ・ベスト・オブ・ザ・シーカーズ』 | 全英アルバムチャート ナンバー1アルバム 1969年3月15日 - 1969年3月29日 1969年4月12日 - 1969年4月19日 1969年4月26日 - 1969年5月3日 | 次代 ザ・シーカーズ『ザ・ベスト・オブ・ザ・シーカーズ』 ザ・シーカーズ『ザ・ベスト・オブ・ザ・シーカーズ』 |